# Neoeutrypanus inustus
Neoeutrypanus inustus là một loài bọ cánh cứng trong họ Cerambycidae.